# Иллич-Свитыч, Владислав Маркович
Владисла́в Ма́ркович И́ллич-Сви́тыч (12 сентября 1934, Киев, УССР — 22 августа 1966, Щёлково, Московская область) — советский лингвист-компаративист, внёсший большой вклад в развитие славянской акцентологии и спорной ностратической теории.

## Биография
Родился в семье Марка Владиславовича Иллич-Свитыча (1886—1963) и Клары Моисеевны Деснер (1901—1955), которые заключили брак в Киеве 20 марта 1923 года. Отец занимался литературной деятельностью, опубликовал книгу «Враги» (включающую в себя повести «Враги» и «Любовь») и в 1930 году рассказ «Шуточка» в киевской серии «Дорожная библиотека». Дед, Владислав-Игнатий Станиславович Иллич-Свитыч (настоящая фамилия Свитыч, 1853—1916), происходил из шляхетского рода, был сыном титулярного советника из Могилёва; участвовал в революционном кружке И. М. Ковальского, вёл агитацию среди рабочих, при аресте 30 января 1878 года оказал вооружённое сопротивление и был ранен, в июле того же года Одесским военно-окружным судом приговорён к восьми годам каторги, а в 1900-х годах поселился в Киеве. Дед со стороны матери, Моисей Мунишевич (Мунисевич) Деснер (1870—1905), выпускник Императорского университета Святого Владимира, был помощником присяжного поверенного в Киеве, умер от чахотки 14 июня 1905 года; бабушка, Каролина Ароновна Деснер (в девичестве Лукашевич, 1876 — после 1952), была дочерью васильковского купца второй гильдии.
В 1941 году семья Иллич-Свитычей была эвакуирована из Киева в Чкалов, где отец работал бухгалтером-ревизором в местном облпромсовете, а мать — режиссёром-постановщиком (с 1952 года главным режиссёром) в Чкаловском кукольном театре. 
В 1952 году В. М. Иллич-Свитыч окончил десятый класс оренбургской школы с золотой медалью и в том же году поступил в МГУ им. М. В. Ломоносова на филологический факультет (славянское отделение, болгарский язык и литература). Дипломная работа была посвящена истории праславянских именных основ на *-ū-, в дальнейшем Иллич-Свитыч опубликовал ряд статей на эту тему.
Вчера весь день у меня на даче провел Слава Иллич-Свитыч. Много гуляли, наслаждались природой, но одновременно много говорили по специальным вопросам. Он всесторонне одарён. Прекрасно разбирается в самых сложных вопросах сравнительной грамматики. Знает много языков. Боюсь, что мне не удастся удержать его в славянском и балтийском языкознании. Постепенно у него созревает потребность выйти за пределы не только славянского, но и индоевропейского языкознания. Последнее время его начали беспокоить общие элементы в различных языках Старого Света. Путь опасный. Сколько талантливых людей сломало себе шею на этом! Сделаю всё, чтобы удержать его в славянском языкознании. Хватит ли сил!!!
На вступительных экзаменах в аспирантуру Иллич-Свитыч получил «удовлетворительно» по истории КПСС, что препятствовало успешному поступлению. Однако Иллич-Свитычу удалось найти работу, близкую его научным интересам — место редактора в Государственном издательстве иностранных и национальных словарей (в славянской редакции), где, по мнению С. Б. Бернштейна, у него проснулся интерес к лексикографии.
В 1961 году Иллич-Свитыч вместе с Н. И. Толстым и Г. П. Клепиковой предприняли экспедицию в Ташкент для изучения говоров Эгейской Македонии: многие македоноязычные коммунисты этого региона эмигрировали в СССР после поражения левых сил в гражданской войне в Греции. Собранный богатый материал не удалось опубликовать из-за обострения советско-югославских отношений и неофициального запрета на исследования македонского языка и македонских диалектов в СССР.
С 1958 года Иллич-Свитыч стал работать младшим научным сотрудником в Институте славяноведения АН СССР, где стал заниматься акцентологией. В 1963 году была издана монография «Именная акцентуация в балтийском и славянском», за которую Иллич-Свитычу присудили степень кандидата наук (против был подан всего один голос). Оппонентами были Б. В. Горнунг и В. Н. Топоров, причём свою речь Топоров закончил словами о том, что за эту работу Иллич-Свитыч заслуживает степени доктора, а не кандидата наук. Несмотря на успешное получение кандидатской степени, Иллич-Свитыч до самой смерти оставался младшим научным сотрудником.
О книге положительно отозвался Р. О. Якобсон, и она была признана лучшей книгой Академии наук по языкознанию за 1963 год.
Следующим этапом в научной деятельности Иллич-Свитыча стало обоснование ностратической гипотезы, которая была выдвинута в начале XX века датским учёным Х. Педерсеном, но только после создания В. М. Иллич-Свитычем этимологического словаря и сравнительной фонетики ностратических языков приобрела характер доказательной научной теории.
На филологическом факультете МГУ Иллич-Свитыч читал сравнительную грамматику индоевропейских языков.
В конце лета 1966 года Иллич-Свитыч собирался в экспедицию по изучению венгерских говоров (диалектов)  Закарпатья, однако 21 августа его сбил автомобиль, на следующий день он скончался, не завершив главный труд своей жизни — «Опыт сравнения ностратических языков». Рядом советских и западных лингвистов смерть была воспринята как уход из жизни гениального молодого учёного.
Похоронен на Образцовском кладбище в Щёлковском районе Московской области. Фраза на праностратическом языке высечена на его могиле.

## Семья
Жена — Майя Владимировна Никулина (12 мая 1933, Кострома — 30 июня 2014, Троицк), филолог-славист, специалистка по истории славяноведения XIX века, кандидат филологических наук (1985), научный сотрудник Института славяноведения и балканистики РАН. Принимала участие в публикации монографии «Опыт сравнения ностратических языков». Похоронена на Хованском кладбище. Сын Павел.

## Научное наследие
Праностратический

K̥elHä wet̥ei ʕaK̥un kähla

k̥aλai palhʌ-k̥ʌ na wetä

śa da ʔa-k̥ʌ ʔeja ʔälä

ja-k̥o pele t̥uba wete
Перевод

Язык – это брод через реку времени,

он ведёт нас к жилищу умерших;

но туда не сможет дойти тот,

кто боится глубокой воды.

В. М. Иллич-Свитыч
По свидетельству В. А. Дыбо, монография «Именная акцентуация в балтийском и славянском» связала балто-славянскую систему ударения с праиндоевропейской, восстанавливаемой по индо-иранским, греческим и германским данным, а также предопределила дальнейшее развитие балто-славянской акцентологии.
Противник акцентологических идей Иллич-Свитыча З. Бабик называет эту акцентологическую школу «пост-Иллич-Свитычевской» и считает что, книга «Именная акцентуация в балтийском и славянском» была мифологизирована и не подвергалась обычной научной критике.
Именем Иллич-Свитыча был назван открытый им праславянский фонетический закон, заключающийся в переходе существительных *-o-склонения мужского рода баритонированной парадигмы (парадигма b по Х. Стангу) в подвижно-окситонированную парадигму (парадигма c по Стангу).
Кроме того, у Иллич-Свитыча имеются публикации по ларингальной теории и македонскому языку. Он также участвовал в работе над «Карпатским диалектологическим атласом».
Публикацией незаконченного «Опыта сравнения ностратических языков» после смерти Иллич-Свитыча занялись его коллеги, В. А. Дыбо и А. Б. Долгопольский, в 1971 году издавшие первый том. К выходу этой книги была приурочена конференция, посвящённая ностратическому языкознанию, впоследствии её участники организовали «Ностратический семинар имени В. М. Иллич-Свитыча», посвящённый проблемам дальнего родства. С 1992 года семинар проходит на базе Центра компаративистики Института восточных культур и античности РГГУ.
Второй том вышел в 1976 году, а третий, созданный по материалам картотеки Иллич-Свитыча, лишь в 1984 году.
Хотя идея ностратической макросемьи принадлежит Х. Педерсену, именно Иллич-Свитыч является создателем ностратики как отрасли сравнительно-исторического языкознания. Им был обработан огромный материал индоевропейских, уральских, алтайских, картвельских, дравидских и афразийских языков, установлены системы регулярных фонетических соответствий между этими семьями, реконструирован фонетический облик праязыка, обобщено и выдвинуто около 600 этимологий, а также объяснены многие факты в истории ветвей ностратической макросемьи, которые без внешнего сравнения остаются непонятными.
Идеи Иллич-Свитыча в области ностратического языкознания были высоко оценены тюркологом Л. С. Левитской, картвелистом Г. А. Климовым, уралистом Б. Коллиндером, Вяч. Вс. Ивановым, А. Лампрехтом и М. Чейкой, П. Гардом, Н. Н. Поппе, В. Скаличкой, Р. Эккертом, Б. Чопом, А. Йоки и Й. Расмуссеном.
Мальчик-вундеркинд, почитывает «Кубические формы» Ю. Манина, очкарик; когда моет посуду, любит петь Высоцкого. Двенадцать лет в восьмеричной системе исчисления. Цитирует труды Иллича-Святыча.
Среди критиков Иллич-Свитыча были уралист и тюрколог Б. А. Серебренников, тюркологи А. М. Щербак, Дж. Клосон и Г. Дёрфер, В. Пизани, уралист П. Хайду, А. Эрхарт, Л. Палмайтис.
В. М. Иллич-Свитыча наряду с А. Б. Долгопольским, В. А. Дыбо, Вяч. Вс. Ивановым и А. А. Зализняком считают одним из основателей Московской школы компаративистики.

## Труды
- Именная акцентуация в балтийском и славянском. — М.: Издательство АН СССР, 1963. — 180 с.
  - Nominal Accentuation in Baltic and Slavic. / Transl. by Richard L. Leed and Ronald F. Feldstein.— London — Cambridge, MA: The MIT Press, 1979. — xi, 189 p. — ISBN 0-262-09018-X
- (в соавторстве с Д. Толовски) Македонско-руски речник. Македонско-русский словарь. 30000 слов. / Под ред. Н. И. Толстого. — М.: Государственное издательство иностранных и национальных словарей, 1963. — 576 с.
- Опыт сравнения ностратических языков (семитохамитский, картвельский, индоевропейский, уральский, дравидийский, алтайский). Введение. Сравнительный словарь, в 3 томах. / Под ред. В. А. Дыбо. — М.: Наука, 1971—1984. — [Том I.] (b—Ḳ). — 1971. — 412 с. + [Том II.] (l—ʒ́). — 1976. — 156 с. + [Том III.] (p—q). — 1984. — 136 с.

- Балто-славянская проблематика на IV Международном съезде славистов // Вопросы языкознания, 1959, № 1. — С. 139—141.
- О некоторых рефлексах индоевропейских «ларингальных» в праславянском // Вопросы языкознания, 1959, № 2. — С. 3—18.
- Вопросы славянской прародины на IV Международном съезде славистов // Вопросы языкознания, 1959, № 3. — С. 128—130.
- К этимологии слов морковь и тыква // Этимологические исследования по русскому языку, вып. 1, 1960. — С. 16—26.
- Лексический комментарий к карпатской миграции славян // Известия АН СССР. Отделение литературы и языка, т. 19, вып. 3, 1960. — С. 222—232.
- Выделение типов корней с исходом на сонант в балтийской глагольной системе, их функционирование и происхождение // Вопросы славянского языкознания, вып. 5, 1961. — С. 108—137.
- Один из источников начального x- в праславянском (поправка к «закону Зибса») // Вопросы языкознания, 1961, № 4. — С. 93—98.
- К акцентуации славянских заимствований из германских языков (-ū-основы) // Тезисы докладов, предназначенные для обсуждения на I Всесоюзной конференции по вопросам славяно-германского языкознания (27—30 ноября 1961). — Минск. — С. 29—31.
- Русск. смоковница, слав. *smoky «инжир, ficus carica» // Этимологические исследования по русскому языку, вып. 2, 1962. — С. 71—75.
- Русск. диал. пигва, слав. *pigy «айва, cudonca» // Этимологические исследования по русскому языку, вып. 2, 1962. — С. 75—77.
- Резюме выступления на подсекции «Происхождение славянских языков и народов» // IV Международный съезд славистов. Материалы дискуссии. Т. 2. Проблемы славянского языкознания, 1962. — С. 436—437.
- К истолкованию акцентуационных соответствий в кельто-италийском и балто-славянском (О «втором правиле Дыбо») // Краткие сообщения Института славяноведения АН СССР, вып. 35, 1962. — С. 62—72.
- Обсуждение работы о гидронимах // Краткие сообщения Института славяноведения АН СССР, вып. 35, 1962. — С. 113.
- О совещании, посвящённом Карпатскому диалектному атласу, в Ужгородском университете 27 июня — 8 июля 1962 // Вопросы языкознания, 1962, № 6. — С. 148—149.
- О стадиях утраты ринезма в юго-западных македонских говорах // Вопросы славянского языкознания, вып. 6, 1962. — С. 76—88.
- О принципах этимологического исследования топонимики // Питання топоніміки та ономастіки. — Київ, 1962. — С. 216—217.
- (совместно с В. А. Дыбо) К истории славянской системы акцентуационных парадигм // Славянское языкознание. Доклады советской делегации. — М., 1963. — С. 70—87.
- Чешское první «первый» — инновация или архаизм? // Этимология. — М., 1963. — С. 81—84.
- Алтайские дентальные: t, d, δ // Вопросы языкознания, 1963, № 6. — С. 37—56.
- (Ответ на вопрос № 1) В какой мере и каким образом можно реконструировать лексический фонд праславянского языка? Каким путём следует решать вопрос лексических диалектных различий праславянского языка // Известия АН СССР. Серия литературы и языка, т. 22, вып. 4, 1963. — С. 313—314.
- Следы исчезнувших балтийских акцентуационных систем // Славянская и балтийская акцентология. — М., 1964. — С. 18—26.
- Генезис индоевропейских рядов гуттуральных в свете данных внешнего сравнения // Проблемы сравнительной грамматики индоевропейских языков. — М., 1964. — С. 22—26.
- Древнейшие индоевропейско-семитские языковые контакты // Проблемы индоевропейского языкознания. — М., 1964. — С. 3—12.
- Caucasica // Этимология. — М.: Наука, 1965. — С. 334—337.
- Алтайские гуттуральные *k', *k, *g // Этимология. — М.: Наука, 1965. — С. 338—343.
- К акцентовке существительных a-основ женского рода в украинских юго-западных говорах // XII Республіканська діалектологична нарада. — Київ, 1965. — С. 44—46.
- Мнимые и действительные возможности лексикостатистики // Основные проблемы эволюции языка. — Самарканд, 1966. — С. 160—162.
- Из истории чадского консонантизма. Лабиальные смычные // Языки Африки. Вопросы структуры, истории и типологии. М.: Наука, Главная редакция восточной литературы, 1966. — С. 9—34.
- Материалы к сравнительному словарю ностратических языков (индоевропейский, алтайский, уральский, дравидийский, картвельский, семито-хамитский) // Этимология. 1965. — М.: Наука, 1967. — С. 321—373.
- Реконструкция уральского вокализма в свете данных внешнего сравнения // Вопросы финно-угорского языкознания, вып. IV. Ижевск, 1967. — С. 95—100.
- Соответствия смычных в ностратических языках // Этимология. 1966. — М.: Наука, 1968. — С. 304—355.
- Местоимения mi 'я' mä 'мы' в ностратическом // Исследования по славянскому языкознанию. М.: Наука, 1971. — С. 396-406.

- Machek V. Česká a slovenská jména rostlin // Вопросы языкознания, 1957, № 2. — С. 130—134.
- Schütz J. Die geographische Terminologie der Serbokroatischen // Вопросы языкознания, 1957, № 4. — С. 121—122.
- Венский славистический ежегодник (Wiener slavistisches Jahrbuch) // Вопросы языкознания, 1958, № 3. — С. 122—125.
- (совместно с Г. К. Венедиктовым) Дзендзелівський Й. О. Лінгвістичний атлас українських народних говорів Закарпатської області УРСР (Лексика). Ч. 1 // Вопросы языкознания, 1960, № 3. — С. 116—121.
- Evidence for laryngeals. Work papers of a Conference in Indo-European linguistics on May 7th and 8th, 1959 // Вопросы языкознания, 1961, № 6. — С. 117—122.
- Nonnenmacher-Pribić E. Die baltoslavischen Akzent- und Intonazionsverhältnisse und ihre quantitativer Reflex in Slovakischen // Краткие сообщения Института славяноведения АН СССР, вып. 41, 1964. — С. 85—86.
- Lüdtke H. Das prosodische System des Urslavischen und seine Weiterentwicklung im Serbokroatischen // Краткие сообщения Института славяноведения АН СССР, вып. 41, 1964. — С. 87—88.
- Buch T. Die Akzentuierung des Christian Donelaitis // Краткие сообщения Института славяноведения АН СССР, вып. 41, 1964. — С. 88—90.
- Гамкрелидзе Т. В., Мачавариани Г. А. Система сонантов и аблаут в картвельских языках. Типология общекартвельской структуры // Вопросы языкознания, 1966, № 4. — С. 125—137.
- Devoto G. Origini indoeuropee // Этимология. 1966. — М., 1968. — С. 386—388.